# Copa Libertadores 2018
Copa Libertadores 2018 var den 59:e säsongen av Copa Libertadores. I turneringen deltog lag från de tio medlemsländerna av Conmebol. Turneringen vanns av River Plate mot rivalen Boca Juniors, på grund av den rivalitet som finns mellan lagen refererades finalen som superfinalen

## Kvalspel

### Första omgången
| Första kvalomgången – 6 deltagande klubblag | Första kvalomgången – 6 deltagande klubblag | Första kvalomgången – 6 deltagande klubblag | Första kvalomgången – 6 deltagande klubblag | Första kvalomgången – 6 deltagande klubblag |
| ------------------------------------------- | ------------------------------------------- | ------------------------------------------- | ------------------------------------------- | ------------------------------------------- |
| Lag 1                                       | Totalt                                      | Lag 2                                       | Möte 1                                      | Möte 2                                      |
| Montevideo Wanderers                        | 0–2                                         | Olimpia                                     | 0–0                                         | 0–2                                         |
| Macará                                      | 00001–1 (BM)                                | Deportivo Táchira                           | 1–1                                         | 0–0                                         |
| Oriente Petrolero                           | 00003–3 (BM)                                | Universitario                               | 2–0                                         | 1–3                                         |

### Andra omgången
| Andra kvalomgången – 16 deltagande klubblag | Andra kvalomgången – 16 deltagande klubblag | Andra kvalomgången – 16 deltagande klubblag | Andra kvalomgången – 16 deltagande klubblag | Andra kvalomgången – 16 deltagande klubblag |
| ------------------------------------------- | ------------------------------------------- | ------------------------------------------- | ------------------------------------------- | ------------------------------------------- |
| Lag 1                                       | Totalt                                      | Lag 2                                       | Möte 1                                      | Möte 2                                      |
| Deportivo Táchira                           | 2–3                                         | Santa Fe                                    | 2–3                                         | 0–0                                         |
| Chapecoense                                 | 0–2                                         | Nacional                                    | 0–1                                         | 0–1                                         |
| Oriente Petrolero                           | 3–4                                         | Jorge Wilstermann                           | 1–2                                         | 2–2                                         |
| Carabobo                                    | 1–6                                         | Guaraní                                     | 1–0                                         | 0–6                                         |
| Olimpia                                     | 2–3                                         | Junior                                      | 1–0                                         | 1–3                                         |
| Universidad de Concepción                   | 0–6                                         | Vasco da Gama                               | 0–4                                         | 0–2                                         |
| Banfield                                    | 00003–3 (BM)                                | Independiente                               | 1–1                                         | 2–2                                         |
| Santiago Wanderers                          | 2–1                                         | Melgar                                      | 1–1                                         | 1–0                                         |

### Tredje omgången
| Tredje kvalomgången – 8 deltagande klubblag | Tredje kvalomgången – 8 deltagande klubblag | Tredje kvalomgången – 8 deltagande klubblag | Tredje kvalomgången – 8 deltagande klubblag | Tredje kvalomgången – 8 deltagande klubblag |
| ------------------------------------------- | ------------------------------------------- | ------------------------------------------- | ------------------------------------------- | ------------------------------------------- |
| Lag 1                                       | Totalt                                      | Lag 2                                       | Möte 1                                      | Möte 2                                      |
| Santiago Wanderers                          | 1–5                                         | Santa Fe                                    | 1–2                                         | 0–3                                         |
| Banfield                                    | 2–3                                         | Nacional                                    | 2–2                                         | 0–1                                         |
| Vasco da Gama                               | 4–4 (3–2 str.)                              | Jorge Wilstermann                           | 4–0                                         | 0–4                                         |
| Junior                                      | 1–0                                         | Guaraní                                     | 1–0                                         | 0–0                                         |

Copa Sudamericana
De två bäst utslagna från tredje omgången går till Copa Sudamericana. Endast resultat från den tredje kvalomgången räknas
| Nr | Lag                | S | V | O | F | GM | IM | MS | P |
| -- | ------------------ | - | - | - | - | -- | -- | -- | - |
| 1  | Jorge Wilstermann  | 2 | 1 | 0 | 1 | 4  | 4  | 0  | 3 |
| 2  | Banfield           | 2 | 0 | 1 | 1 | 2  | 3  | −1 | 1 |
| 3  | Guaraní            | 2 | 0 | 1 | 1 | 0  | 1  | −1 | 1 |
| 4  | Santiago Wanderers | 2 | 0 | 0 | 2 | 1  | 5  | −4 | 0 |

## Gruppspel

### Grupp A
| Nr | Lag ( )           | S | V | O | F | GM | IM | MS  | P  |
| -- | ----------------- | - | - | - | - | -- | -- | --- | -- |
| 1  | Grêmio            | 6 | 4 | 2 | 0 | 13 | 2  | +11 | 14 |
| 2  | Cerro Porteño     | 6 | 4 | 1 | 1 | 8  | 8  | 0   | 13 |
| 3  | Defensor Sporting | 6 | 1 | 1 | 4 | 5  | 7  | −2  | 4  |
| 4  | Monagas           | 6 | 1 | 0 | 5 | 5  | 14 | −9  | 3  |

| Hemma \ Borta     | Paraguay | Uruguay | Brasilien | Venezuela |
| Cerro Porteño     | —        | 2–1     | 0–0       | 3–2       |
| Defensor Sporting | 0–1      | —       | 1–1       | 3–1       |
| Grêmio            | 5–0      | 1–0     | —         | 4–0       |
| Monagas           | 0–2      | 1–0     | 1–2       | —         |

### Grupp B
| Nr | Lag ( )           | S | V | O | F | GM | IM | MS | P  |
| -- | ----------------- | - | - | - | - | -- | -- | -- | -- |
| 1  | Atlético Nacional | 6 | 3 | 1 | 2 | 9  | 3  | +6 | 10 |
| 2  | Colo-Colo         | 6 | 2 | 2 | 2 | 5  | 5  | 0  | 8  |
| 3  | Bolívar           | 6 | 2 | 2 | 2 | 6  | 9  | −3 | 8  |
| 4  | Delfín            | 6 | 2 | 1 | 3 | 6  | 9  | −3 | 7  |

| Hemma \ Borta     | Colombia | Bolivia | Chile | Ecuador |
| Atlético Nacional | —        | 4–1     | 0–0   | 4–0     |
| Bolívar           | 1–0      | —       | 1–1   | 2–1     |
| Colo-Colo         | 0–1      | 2–0     | —     | 0–2     |
| Delfín            | 1–0      | 1–1     | 1–2   | —       |

### Grupp C
| Nr | Lag ( )          | S | V | O | F | GM | IM | MS  | P  |
| -- | ---------------- | - | - | - | - | -- | -- | --- | -- |
| 1  | Libertad         | 6 | 4 | 1 | 1 | 10 | 4  | +6  | 13 |
| 2  | Atlético Tucumán | 6 | 3 | 1 | 2 | 7  | 6  | +1  | 10 |
| 3  | Peñarol          | 6 | 3 | 0 | 3 | 8  | 5  | +3  | 9  |
| 4  | The Strongest    | 6 | 1 | 0 | 5 | 3  | 13 | −10 | 3  |

| Hemma \ Borta    | Argentina | Paraguay | Uruguay | Bolivia |
| Atlético Tucumán | —         | 0–2      | 1–0     | 3–0     |
| Libertad         | 0–0       | —        | 2–1     | 3–0     |
| Peñarol          | 3–1       | 2–0      | —       | 2–0     |
| The Strongest    | 1–2       | 1–3      | 1–0     | —       |

### Grupp D
| Nr | Lag ( )     | S | V | O | F | GM | IM | MS | P  |
| -- | ----------- | - | - | - | - | -- | -- | -- | -- |
| 1  | River Plate | 6 | 3 | 3 | 0 | 6  | 3  | +3 | 12 |
| 2  | Flamengo    | 6 | 2 | 4 | 0 | 7  | 4  | +3 | 10 |
| 3  | Santa Fe    | 6 | 1 | 4 | 1 | 5  | 3  | +2 | 7  |
| 4  | Emelec      | 6 | 0 | 1 | 5 | 3  | 11 | −8 | 1  |

| Hemma \ Borta | Ecuador | Brasilien | Argentina | Colombia |
| Emelec        | —       | 1–2       | 0–1       | 0–3      |
| Flamengo      | 2–0     | —         | 2–2       | 1–1      |
| River Plate   | 2–1     | 0–0       | —         | 0–0      |
| Santa Fe      | 1–1     | 0–0       | 0–1       | —        |

### Grupp E
| Nr | Lag ( )              | S | V | O | F | GM | IM | MS  | P  |
| -- | -------------------- | - | - | - | - | -- | -- | --- | -- |
| 1  | Cruzeiro             | 6 | 3 | 2 | 1 | 15 | 5  | +10 | 11 |
| 2  | Racing               | 6 | 3 | 2 | 1 | 12 | 6  | +6  | 11 |
| 3  | Vasco da Gama        | 6 | 1 | 2 | 3 | 3  | 10 | −7  | 5  |
| 4  | Universidad de Chile | 6 | 1 | 2 | 3 | 2  | 11 | −9  | 5  |

| Hemma \ Borta        | Brasilien | Argentina | Chile | Brasilien |
| Cruzeiro             | —         | 2–1       | 7–0   | 0–0       |
| Racing               | 4–2       | —         | 1–0   | 4–0       |
| Universidad de Chile | 0–0       | 1–1       | —     | 0–2       |
| Vasco da Gam         | 0–4       | 1–1       | 0–1   | —         |

### Grupp F
| Nr | Lag ( )        | S | V | O | F | GM | IM | MS | P  |
| -- | -------------- | - | - | - | - | -- | -- | -- | -- |
| 1  | Santos         | 6 | 3 | 1 | 2 | 6  | 4  | +2 | 10 |
| 2  | Estudiantes    | 6 | 2 | 2 | 2 | 6  | 4  | +2 | 8  |
| 3  | Nacional       | 6 | 2 | 2 | 2 | 7  | 6  | +1 | 8  |
| 4  | Real Garcilaso | 6 | 1 | 3 | 2 | 2  | 7  | −5 | 6  |

| Hemma \ Borta  | Argentina | Uruguay | Peru | Brasilien |
| Estudiantes    | —         | 3–1     | 3–0  | 0–1       |
| Nacional       | 0–0       | —       | 4–0  | 1–0       |
| Real Garcilaso | 0–0       | 0–0     | —    | 2–0       |
| Santos         | 2–0       | 3–1     | 0–0  | —         |

### Grupp G
| Nr | Lag ( )        | S | V | O | F | GM | IM | MS  | P  |
| -- | -------------- | - | - | - | - | -- | -- | --- | -- |
| 1  | Corinthians    | 6 | 3 | 1 | 2 | 11 | 5  | +6  | 10 |
| 2  | Independiente  | 6 | 3 | 1 | 2 | 6  | 4  | +2  | 10 |
| 3  | Millonarios    | 6 | 2 | 2 | 2 | 7  | 4  | +3  | 8  |
| 4  | Deportivo Lara | 6 | 2 | 0 | 4 | 5  | 16 | −11 | 6  |

| Hemma \ Borta  | Brasilien | Venezuela | Argentina | Colombia |
| Corinthians    | —         | 2–0       | 1–2       | 0–1      |
| Deportivo Lara | 2–7       | —         | 1–0       | 2–1      |
| Independiente  | 0–1       | 2–0       | —         | 1–0      |
| Millonarios    | 0–0       | 4–0       | 1–1       | —        |

### Grupp H
| Nr | Lag ( )      | S | V | O | F | GM | IM | MS  | P  |
| -- | ------------ | - | - | - | - | -- | -- | --- | -- |
| 1  | Palmeiras    | 6 | 5 | 1 | 0 | 14 | 3  | +11 | 16 |
| 2  | Boca Juniors | 6 | 2 | 3 | 1 | 8  | 4  | +4  | 9  |
| 3  | Junior       | 6 | 2 | 1 | 3 | 5  | 8  | −3  | 7  |
| 4  | Alianza Lima | 6 | 0 | 1 | 5 | 1  | 15 | −14 | 1  |

| Hemma \ Borta | Peru | Argentina | Colombia | Brasilien |
| Alianza Lima  | —    | 0–0       | 0–2      | 1–3       |
| Boca Juniors  | 5–0  | —         | 1–0      | 0–2       |
| Junior        | 1–0  | 1–1       | —        | 0–3       |
| Palmeiras     | 2–0  | 1–1       | 3–1      | —         |

## Slutspel

### Seeding
| Nr | Lag (grupp)           | S | V | O | F | GM | IM | MS  | P  |
| -- | --------------------- | - | - | - | - | -- | -- | --- | -- |
| 1  | Palmeiras (H)         | 6 | 5 | 1 | 0 | 14 | 3  | +11 | 16 |
| 2  | Grêmio (A)            | 6 | 4 | 2 | 0 | 13 | 2  | +11 | 14 |
| 3  | Libertad (C)          | 6 | 4 | 1 | 1 | 10 | 4  | +6  | 13 |
| 4  | River Plate (D)       | 6 | 3 | 3 | 0 | 6  | 3  | +3  | 12 |
| 5  | Cruzeiro (E)          | 6 | 3 | 2 | 1 | 15 | 5  | +10 | 11 |
| 6  | Corinthians (G)       | 6 | 3 | 1 | 2 | 11 | 5  | +6  | 10 |
| 7  | Atlético Nacional (B) | 6 | 3 | 1 | 2 | 9  | 3  | +6  | 10 |
| 8  | Santos (F)            | 6 | 3 | 1 | 2 | 6  | 4  | +2  | 10 |
| 9  | Cerro Porteño (A)     | 6 | 4 | 1 | 1 | 8  | 8  | 0   | 13 |
| 10 | Racing (E)            | 6 | 3 | 2 | 1 | 12 | 6  | +6  | 11 |
| 11 | Flamengo (D)          | 6 | 2 | 4 | 0 | 7  | 4  | +3  | 10 |
| 12 | Independiente (G)     | 6 | 3 | 1 | 2 | 6  | 4  | +2  | 10 |
| 13 | Atlético Tucumán (C)  | 6 | 3 | 1 | 2 | 7  | 6  | +1  | 10 |
| 14 | Boca Juniors (H)      | 6 | 2 | 3 | 1 | 8  | 4  | +4  | 9  |
| 15 | Estudiantes (F)       | 6 | 2 | 2 | 2 | 6  | 4  | +2  | 8  |
| 16 | Colo-Colo (B)         | 6 | 2 | 2 | 2 | 5  | 5  | 0   | 8  |

### Slutspelsträd
|  | Åttondelsfinaler  | Åttondelsfinaler   | Åttondelsfinaler | Åttondelsfinaler |                  |   | Kvartsfinaler | Kvartsfinaler | Kvartsfinaler | Kvartsfinaler |  |  | Semifinaler | Semifinaler | Semifinaler | Semifinaler |  |  | Final | Final | Final | Final |
|  |                   |                    |                  |                  |                  |   |               |               |               |               |  |  |             |             |             |             |  |  |       |       |       |       |
|  |                   |                    |                  |                  |                  |   |               |               |               |               |  |  |             |             |             |             |  |  |       |       |       |       |
|  |                   |                    |                  |                  |                  |   |               |               |               |               |  |  |             |             |             |             |  |  |       |       |       |       |
|  | Boca Juniors      | 2                  | 4                | 6                |                  |   |               |               |               |               |  |  |             |             |             |             |  |  |       |       |       |       |
|  | Boca Juniors      | 2                  | 4                | 6                |                  |   |               |               |               |               |  |  |             |             |             |             |  |  |       |       |       |       |
|  | Libertad          | 0                  | 2                | 2                |                  |   |               |               |               |               |  |  |             |             |             |             |  |  |       |       |       |       |
|  | Libertad          | 0                  | 2                | 2                | Boca Juniors     | 2 | 1             | 3             |               |               |  |  |             |             |             |             |  |  |       |       |       |       |
|  |                   |                    |                  |                  | Boca Juniors     | 2 | 1             | 3             |               |               |  |  |             |             |             |             |  |  |       |       |       |       |
|  |                   | Cruzeiro           | 0                | 1                | 1                |   |               |               |               |               |  |  |             |             |             |             |  |  |       |       |       |       |
|  | Flamengo          | Cruzeiro           | 0                | 1                | 1                | 0 | 1             | 1             |               |               |  |  |             |             |             |             |  |  |       |       |       |       |
|  | Flamengo          |                    |                  |                  |                  | 0 | 1             | 1             |               |               |  |  |             |             |             |             |  |  |       |       |       |       |
|  | Cruzeiro          | 2                  | 0                | 2                |                  |   |               |               |               |               |  |  |             |             |             |             |  |  |       |       |       |       |
|  | Cruzeiro          | 2                  | 0                | 2                | Boca Juniors     | 2 | 2             | 4             |               |               |  |  |             |             |             |             |  |  |       |       |       |       |
|  |                   |                    |                  |                  | Boca Juniors     | 2 | 2             | 4             |               |               |  |  |             |             |             |             |  |  |       |       |       |       |
|  |                   | Palmeiras          | 0                | 2                | 2                |   |               |               |               |               |  |  |             |             |             |             |  |  |       |       |       |       |
|  | Colo-Colo (BM)    | Palmeiras          | 0                | 2                | 2                | 1 | 1             | 2             |               |               |  |  |             |             |             |             |  |  |       |       |       |       |
|  | Colo-Colo (BM)    |                    |                  |                  |                  | 1 | 1             | 2             |               |               |  |  |             |             |             |             |  |  |       |       |       |       |
|  | Corinthians       | 0                  | 2                | 2                |                  |   |               |               |               |               |  |  |             |             |             |             |  |  |       |       |       |       |
|  | Corinthians       | 0                  | 2                | 2                | Colo-Colo        | 0 | 0             | 0             |               |               |  |  |             |             |             |             |  |  |       |       |       |       |
|  |                   |                    |                  |                  | Colo-Colo        | 0 | 0             | 0             |               |               |  |  |             |             |             |             |  |  |       |       |       |       |
|  |                   | Palmeiras          | 2                | 2                | 4                |   |               |               |               |               |  |  |             |             |             |             |  |  |       |       |       |       |
|  | Cerro Porteño     | Palmeiras          | 2                | 2                | 4                | 0 | 1             | 1             |               |               |  |  |             |             |             |             |  |  |       |       |       |       |
|  | Cerro Porteño     |                    |                  |                  |                  | 0 | 1             | 1             |               |               |  |  |             |             |             |             |  |  |       |       |       |       |
|  | Palmeiras         | 2                  | 0                | 2                |                  |   |               |               |               |               |  |  |             |             |             |             |  |  |       |       |       |       |
|  | Palmeiras         | 2                  | 0                | 2                | Boca Juniors     | 2 | 1             | 3             |               |               |  |  |             |             |             |             |  |  |       |       |       |       |
|  |                   |                    |                  |                  | Boca Juniors     | 2 | 1             | 3             |               |               |  |  |             |             |             |             |  |  |       |       |       |       |
|  |                   | River Plate (e.f.) | 2                | 3                | 5                |   |               |               |               |               |  |  |             |             |             |             |  |  |       |       |       |       |
|  | Independiente     | River Plate (e.f.) | 2                | 3                | 5                | 3 | 0             | 3             |               |               |  |  |             |             |             |             |  |  |       |       |       |       |
|  | Independiente     |                    |                  |                  |                  | 3 | 0             | 3             |               |               |  |  |             |             |             |             |  |  |       |       |       |       |
|  | Santos            | 0                  | 0                | 0                |                  |   |               |               |               |               |  |  |             |             |             |             |  |  |       |       |       |       |
|  | Santos            | 0                  | 0                | 0                | Independiente    | 0 | 1             | 1             |               |               |  |  |             |             |             |             |  |  |       |       |       |       |
|  |                   |                    |                  |                  | Independiente    | 0 | 1             | 1             |               |               |  |  |             |             |             |             |  |  |       |       |       |       |
|  |                   | River Plate        | 0                | 3                | 3                |   |               |               |               |               |  |  |             |             |             |             |  |  |       |       |       |       |
|  | Racing            | River Plate        | 0                | 3                | 3                | 0 | 0             | 0             |               |               |  |  |             |             |             |             |  |  |       |       |       |       |
|  | Racing            |                    |                  |                  |                  | 0 | 0             | 0             |               |               |  |  |             |             |             |             |  |  |       |       |       |       |
|  | River Plate       | 0                  | 3                | 3                |                  |   |               |               |               |               |  |  |             |             |             |             |  |  |       |       |       |       |
|  | River Plate       | 0                  | 3                | 3                | River Plate (BM) | 0 | 2             | 2             |               |               |  |  |             |             |             |             |  |  |       |       |       |       |
|  |                   |                    |                  |                  | River Plate (BM) | 0 | 2             | 2             |               |               |  |  |             |             |             |             |  |  |       |       |       |       |
|  |                   | Grêmio             | 1                | 1                | 2                |   |               |               |               |               |  |  |             |             |             |             |  |  |       |       |       |       |
|  | Atlético Tucumán  | Grêmio             | 1                | 1                | 2                | 2 | 0             | 2             |               |               |  |  |             |             |             |             |  |  |       |       |       |       |
|  | Atlético Tucumán  |                    |                  |                  |                  | 2 | 0             | 2             |               |               |  |  |             |             |             |             |  |  |       |       |       |       |
|  | Atlético Nacional | 0                  | 1                | 1                |                  |   |               |               |               |               |  |  |             |             |             |             |  |  |       |       |       |       |
|  | Atlético Nacional | 0                  | 1                | 1                | Atlético Tucumán | 0 | 0             | 0             |               |               |  |  |             |             |             |             |  |  |       |       |       |       |
|  |                   |                    |                  |                  | Atlético Tucumán | 0 | 0             | 0             |               |               |  |  |             |             |             |             |  |  |       |       |       |       |
|  |                   | Grêmio             | 2                | 4                | 6                |   |               |               |               |               |  |  |             |             |             |             |  |  |       |       |       |       |
|  | Estudiantes       | Grêmio             | 2                | 4                | 6                | 2 | 1             | 3 (3)         |               |               |  |  |             |             |             |             |  |  |       |       |       |       |
|  | Estudiantes       |                    |                  |                  |                  | 2 | 1             | 3 (3)         |               |               |  |  |             |             |             |             |  |  |       |       |       |       |
|  | Grêmio (str.)     | 1                  | 2                | 3 (5)            |                  |   |               |               |               |               |  |  |             |             |             |             |  |  |       |       |       |       |
|  | Grêmio (str.)     | 1                  | 2                | 3 (5)            |                  |   |               |               |               |               |  |  |             |             |             |             |  |  |       |       |       |       |

### Åttondelsfinaler
| Åttondelsfinaler – 16 deltagande klubblag | Åttondelsfinaler – 16 deltagande klubblag | Åttondelsfinaler – 16 deltagande klubblag | Åttondelsfinaler – 16 deltagande klubblag | Åttondelsfinaler – 16 deltagande klubblag |
| ----------------------------------------- | ----------------------------------------- | ----------------------------------------- | ----------------------------------------- | ----------------------------------------- |
| Lag 1                                     | Totalt                                    | Lag 2                                     | Möte 1                                    | Möte 2                                    |
| Racing                                    | 0–3                                       | River Plate                               | 0–0                                       | 0–3                                       |
| Colo-Colo                                 | 00002–2 (BM)                              | Corinthians                               | 1–0                                       | 1–2                                       |
| Flamengo                                  | 1–2                                       | Cruzeiro                                  | 0–2                                       | 1–0                                       |
| Estudiantes                               | 3–3 (3–5 str.)                            | Grêmio                                    | 2–1                                       | 1–2                                       |
| Atlético Tucumán                          | 2–1                                       | Atlético Nacional                         | 2–0                                       | 0–1                                       |
| Boca Juniors                              | 6–2                                       | Libertad                                  | 2–0                                       | 4–2                                       |
| Cerro Porteño                             | 1–2                                       | Palmeiras                                 | 0–2                                       | 1–0                                       |
| Independiente                             | 3–0                                       | Santos                                    | 3–0                                       | 0–0                                       |

### Kvartsfinaler
| Kvartsfinaler – 8 deltagande klubblag | Kvartsfinaler – 8 deltagande klubblag | Kvartsfinaler – 8 deltagande klubblag | Kvartsfinaler – 8 deltagande klubblag | Kvartsfinaler – 8 deltagande klubblag |
| ------------------------------------- | ------------------------------------- | ------------------------------------- | ------------------------------------- | ------------------------------------- |
| Lag 1                                 | Totalt                                | Lag 2                                 | Möte 1                                | Möte 2                                |
| Independiente                         | 1–3                                   | River Plate                           | 0–0                                   | 1–3                                   |
| Colo-Colo                             | 0–4                                   | Palmeiras                             | 0–2                                   | 0–2                                   |
| Boca Juniors                          | 3–1                                   | Cruzeiro                              | 2–0                                   | 1–1                                   |
| Atlético Tucumán                      | 0–6                                   | Grêmio                                | 0–2                                   | 0–4                                   |

### Semifinaler
| Semifinaler – 4 deltagande klubblag | Semifinaler – 4 deltagande klubblag | Semifinaler – 4 deltagande klubblag | Semifinaler – 4 deltagande klubblag | Semifinaler – 4 deltagande klubblag |
| ----------------------------------- | ----------------------------------- | ----------------------------------- | ----------------------------------- | ----------------------------------- |
| Lag 1                               | Totalt                              | Lag 2                               | Möte 1                              | Möte 2                              |
| River Plate                         | 00002–2 (BM)                        | Grêmio                              | 0–1                                 | 2–1                                 |
| Boca Juniors                        | 4–2                                 | Palmeiras                           | 2–0                                 | 2–2                                 |

### Final
| Final – 2 deltagande klubblag | Final – 2 deltagande klubblag | Final – 2 deltagande klubblag | Final – 2 deltagande klubblag | Final – 2 deltagande klubblag |
| ----------------------------- | ----------------------------- | ----------------------------- | ----------------------------- | ----------------------------- |
| Lag 1                         | Totalt                        | Lag 2                         | Möte 1                        | Möte 2                        |
| Boca Juniors                  | 3–5                           | River Plate                   | 2–2                           | 1–3 (e.f.)                    |

## Anmärkningslista
1. ↑  Conmebol tilldelade Independiente segern med 3–0 på grund av att Santos spelade med en oberättigad spelare. Matchen slutade ursprungligen 0–0.
2. ↑  Matchen avbröts vid 81:e minuten (0–0) på grund av publikbråk, matchresultatet fastställdes till 0–0.
3. ↑  Matchen spelades på Santiago Bernabéu i Madrid, Spanien.